# Bibeln
För andra betydelser, se Bibeln (olika betydelser).
Bibeln (grekisk {koine}: τὰ βιβλία, tà biblía, 'böckerna') är inom kristendomen en fastställd samling skrifter av alldeles särskild betydelse och därför kallad "den Heliga Skrift". Ofta är skrifterna samlade i en bok, uppdelad i två delar, Gamla testamentet och Nya testamentet. 
Bibeln är en av världens mest publicerade böcker och ges ut globalt i ca 100 miljoner exemplar per år.
Listan om vilka böcker som ingår i den kristna bibeln fastställdes genom bibelkanon under koncilierna i Hippo år 393 och i Kartago år 397 och förekommer första gången i Athanasios påskbrev från 367. Katekeser är utgivna av olika kyrkor i olika sammanhang såsom en form av bibeltolkning.
Listan om vilka böcker som ingår inom judendomen, Masoretiska bibeltexten i Tanakh fastställdes av masoreterna under tidig medeltid mellan 800- och 1100-talen.
Det finns flera frågor om Bibelns tillkomst, om dess berättelsers faktiska underlag, traderingen till nedskriven text, författarskap och själva textens tillkomstprocess. Dessa behandlas inom den teologiska grenen isagogik, som söker klargöra de bibliska böckernas tillkomsthistoria samt hur den bibliska kanon kommit till. Bibelns tidsangivelser är huvudsakligen angivna med Anno Graecorum tidräkning.

## Bibelns innehåll

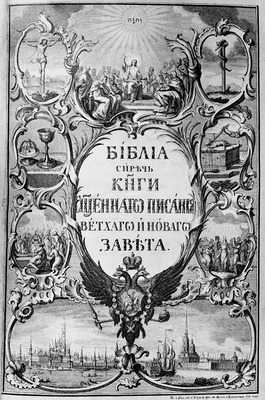
Elisabetbibeln på kyrkslaviska, utgiven år 1751.

Bibeln är uppdelad i gamla och nya testamentet, som i sin tur är indelade i minst 66 böcker, beroende på vilka delar som inkluderas.
Gamla testamentet är Bibelns äldsta del och innehåller berättelserna om jordens skapelse, patriarkerna och Israels folks historia fram till och kort efter den så kallade Babyloniska fångenskapen. I Gamla testamentet återfinns också det bibliska Israels lagsamlingar, poesi och profetiska litteratur. Denna del är gemensam för judendomen och kristendomen.
Nya testamentet behandlar i Evangelierna Jesu liv och undervisning, i Apostlagärningarna den första kyrkans historia och i Breven (epistlarna) olika dogmatiska och pastorala frågor. I Nya testamentets sista bok, Johannes uppenbarelse, beskrivs i profetiska ordalag den inom kristendomen så kallade Yttersta tiden, Yttersta Domen och Himmelriket. I uppenbarelseboken handlar den slutliga kampen mellan det onda och det goda, mellan Gud/Jesus och djävulen. I slutet av boken beskrivs hur Gud återskapar paradiset, där varken död eller djävul finns.  Denna del är specifik för kristendomen.

### Lista över Bibelns böcker med kanonisk tillhörighet
Gemensamma böcker för alla stora kristna denominationer (Protestantiska, Katolska och Ortodoxa):
- Gamla testamentet:
  - Första Moseboken (Genesis)
  - Andra Moseboken (Exodus)
  - Tredje Moseboken (Leviticus)
  - Fjärde Moseboken (Numeri)
  - Femte Moseboken (Deuteronomium)
  - Josua
  - Domarboken
  - Rut
  - Första Samuelsboken
  - Andra Samuelsboken
  - Första Kungaboken
  - Andra Kungaboken
  - Första Krönikeboken
  - Andra Krönikeboken
  - Esra
  - Nehemja
  - Ester
  - Job
  - Psaltaren
  - Ordspråksboken
  - Predikaren
  - Höga Visan
  - Jesaja
  - Jeremia
  - Klagovisorna
  - Hesekiel
  - Daniel
  - Hosea
  - Joel
  - Amos
  - Obadja
  - Jona
  - Mika
  - Nahum
  - Habackuk
  - Sefanja
  - Haggai
  - Sakarja
  - Malaki
- Nya testamentet:
  - Matteusevangeliet
  - Markusevangeliet
  - Lukasevangeliet
  - Johannesevangeliet
  - Apostlagärningarna
  - Romarbrevet
  - Första Korintierbrevet
  - Andra Korintierbrevet
  - Galaterbrevet
  - Efesierbrevet
  - Filipperbrevet
  - Kolosserbrevet
  - Första Tessalonikerbrevet
  - Andra Tessalonikerbrevet
  - Första Timotheosbrevet
  - Andra Timotheosbrevet
  - Titusbrevet
  - Filemonbrevet
  - Hebreerbrevet
  - Jakobs brev
  - Första Petrusbrevet
  - Andra Petrusbrevet
  - Första Johannesbrevet
  - Andra Johannesbrevet
  - Tredje Johannesbrevet
  - Judasbrevet
  - Uppenbarelseboken

Böcker unika för den katolska kanon (Deuterokanoniska böcker):
- Tobit
- Judit
- Tillägg till Esters bok
- Vishetens bok
- Sirach (Ecclesiasticus)
- Baruk
- Brevet till Jeremia (som del av Baruk)
- Tillägg till Daniel:
  - Sions sång
  - Susanna
  - Bel och draken
- 1 Mackabeerboken
- 2 Mackabeerboken

## Gamla testamentet
Gamla testamentet är skrivet (från muntlig tradition) på hebreiska och arameiska, successivt huvudsakligen från och med 500-talet f.Kr. och etablerandet av de judiska akademierna i Babylon, och existerade före 200 f. Kr. i stort som ett antal olika skrifter. 

### Bakgrund och judiskt liv i Babylon

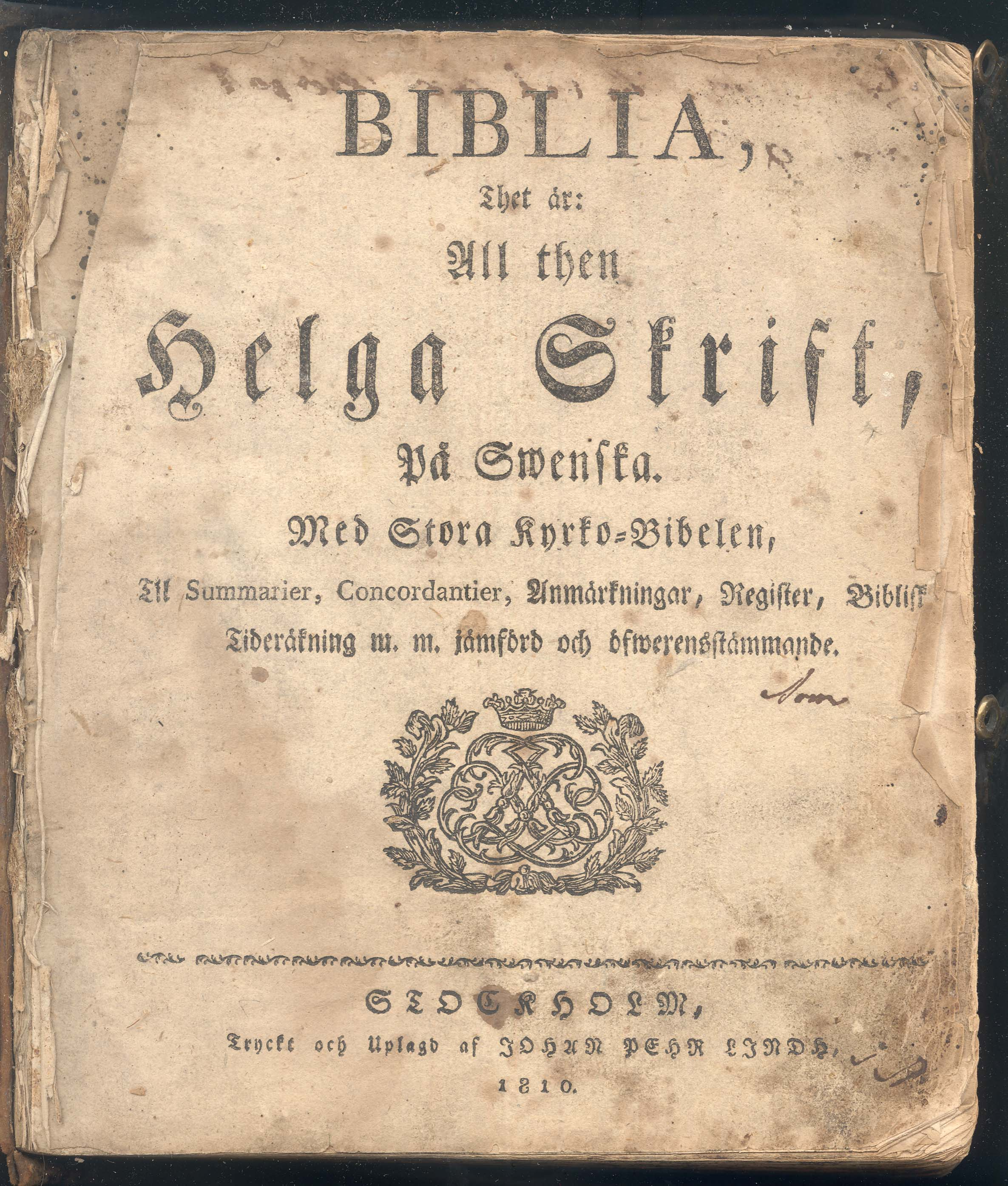
Titelbladet i en svensk Bibel, "den Heliga Skrift", från 1810.

Babylon kom att utgöra centrum för utvecklingen av den judiska religionen, med mellanspel av Jerusalem, fram till medeltiden och synagogorna i Europa. 
Babylonierna erövrade Juda rike omkring år 587 f.Kr. och då förstördes Salomos tempel vilket följdes av landsförvisning av majoriteten av judiska eliten under den babyloniska exilen. Det byggdes inget nytt tempel i Babylonien under exilen då uppfattningen var att templet endast kunde ligga i Jerusalem. Detta ledde till att det religiösa bruket ändrades och det allmänna bruket av synagogor uppstod. Babylonierna erövrades 539 f.Kr. av det persiska imperiet. De judar som tagits till Babylon som slavar tilläts av storkungarna Kyros II och Dareios I återvända hem och de byggde upp Jerusalem och det andra templet igen från grunden. 
En betydande del av lärda judar, med synagogor och akademier stannade dock kvar i Babylon och hade stor betydelse i drygt 1000 år för bibelns och judendomens utveckling till och med skapandet av Talmud Bavli (Babyloniska Talmud).
Landet med Jerusalem blev en självständig judisk stat genom Judas Mackabaios som ledde den mackabeiska revolten (167–160 f.Kr.) mot Seleukiderriket (som skapats och tagit över området 323 f.Kr, efter att Alexander den store erövrat det Persiska riket). Landet blev senare romerskt protektorat genom Herodes den store som utsågs till kung av den romerska senaten 40 f.Kr. och regerade där till sin död omkring 4 f.Kr. Efter Herodes blev det 6 e.Kr. romerskt lydrike, Iudaea, under en romersk prefekt och ståthållare (där Pontius Pilatus är den mest kända).
Efter ett judiskt uppror och judiska kriget, beordrade 70 e.Kr. den romerske befälhavaren i provinsen Iudaea, Titus, Jerusalems förstöring och förstörelsen av templet och tempelplatsen. Efter den misslyckade Bar Kokhba-revolten år 132-135 ändrade den romerske kejsaren Hadrianus namnet på den romerska provinsen Syria Judea till Syria Palestinae (efter filistéerna som var det andra folket i området) och många judar fördrevs. 
Innebörden var att därefter de i praktiken redan sedan gammalt etablerade judiska akademierna i (området av) Babylon blev det enda huvudsakliga centret för judisk religion, fram till 900-talet e.Kr.
De babyloniska judarnas närvaro slutar med den israeliska statens operation Ezra and Nehemiah 1950–1952 där 120 000 judar flygevakuerades från Irak till Israel, i moderna Israel benämnda Bavlim (babylonierna). Därefter fanns bara 6 000 judar kvar och det avslutar en mer än 2 500 årig etablering i Babylon.

### Gamla testamentets tillkomst
Samma skrifter som inom kristendomen kallas Gamla testamentet återfinns alltså även inom judendomen som en kanonisk skriftsamling med namnet Tanakh eller den Hebreiska Bibeln där böckernas inbördes ordning skiljer sig något från den inbördes ordningen i kristna biblar. 
Dessa finns i tre huvudsakliga sammanställda och översatta versioner (som skiljer sig något, se Anno Mundi): 
- Septuaginta (grekisk (koine) Ἡ μετάφρασις τῶν Ἑβδομήκοντα, De sjuttio (judiska skriftlärdas) översättning (titeln från latin septuaginta, sjuttio, ofta förkortat 70 i Romerska siffror, LXX), på beställning av Ptolemaios II Filadelfos 285–247 f.Kr.), från cirka 200 f.Kr, i Alexandria i det hellenistiska Ptolemeiska Egypten), en grekisk (koine) översättning och sammanställning, används av östligt ortodoxa kyrkan
- Vulgata (latin: Versio Vulgata, Den allmänna översättningen, på beställning 382 e.Kr. av Påven Damasus I) latinsk översättning av Hieronymus i Rom färdig 405 e.Kr. och ersatte Septuaginta i väster i Romersk-katolska kyrkan och senare Protestantismen, dvs används av västlig kristendom
- Masoretiska bibeltexten (MT eller 𝕸; hebreiska: נוסח המסורה, latiniserad: Nusakh Ham'mas'sora) är den hebreiska och arameiska texten i de 24 böckerna i den hebreiska bibeln (Tanakh) inom rabbinsk judendom, sammanställning mellan 600-talet och 900-talet e.Kr., används i synagogor sedan dess

Dessa har i sin tur översatts till en mängd språk. 
Som allmän bibelkanon fastställd i Konciliet i Kartago år 397 ingår 39 böcker, apokryferna oräknat: 1-5 Mosebok, Josua, Domarboken, Rut, 1-4 Kungaböckerna (1-2 Samuelsböckerna, 1-2 Kungaböckerna), 1-2 Paralipomenon (1 Krönikeboken, 2 Krönikeboken), Job, Psaltaren, 1-5 Salomo (Ordspråksboken, Predikaren, Höga Visan, Vishetens bok, Jesus Syraks vishet), De mindre profeterna (Hosea, Joel, Amos, Obadja, Jona, Mika, Nahum, Habackuk, Sefanja, Haggai, Sakarja, Malaki), Klagovisorna, Baruk, Jesaja, Jeremia, Daniel, Hesekiel, Tobit, Judit, Ester, 1-2 Esra (Esra, Nehemja) samt Första och Andra Mackabeerboken. 
Orsaken till Septuagintas tillblivelse skall enligt Josefus ha varit bland annat det stora antal grekiska koine-talande judar i diasporan i de  hellenistiska Seleukiderriket och i Ptolemaiska Egypten som inte förstod hebreiska eller arameiska och därför inte kunde studera Tanakh. De hebreiska manuskripten till Torah standardiserades från 700-800-talet och framåt till den så kallade Masoretiska bibeltexten (se även masoreter). Därvid kom Septuaginta att fullständigt förlora sin status inom judendomen – i synnerhet som den alltmer kom att användas som auktoritativ översättning av de kristna. Istället kom nya översättningar till grekiska att göras från judiskt håll, denna gång med den masoretiska texten som förlaga, till exempel bibelutgåvorna av Aquila av Sinope och Symmachus.
Medan Septuaginta verkar ha blivit allmänt accepterad av judar under andra tempelperioden, har den till stor del avvisats som skriftmässig av den allmänna rabbinska judendomen sedan senantiken av flera skäl. För det första skiljer sig Septuaginta från den hebreiska källtexterna i många fall (särskilt i Jobs bok). För det andra visas i översättningarna ibland en okunnighet om hebreiska idiomatiska förhållanden. Ett särskilt anmärkningsvärt exempel på detta fenomen finns i Jesaja 7:14, där det hebreiska ordet עַלְמָה (' almāh, som översätts till svenska som "ung kvinna") översätts till koine-grekiska som παρθένος (parthenos, som översätts till svenska som "jungfru/oskuld"). Slutligen ville rabbinerna också skilja sin tradition från framväxande kristendomstradition, som i hög grad förlitade sig på Septuaginta.
Att notera är att Gamla Testamentet fastställdes till 39 böcker i Konciliet i Kartago år 397 mer än 500 år efter översättningen Septuaginta och den Masoretiska bibeltextens 24 böcker fastställdes av den allmänna rabbinska judendomen ca 1000 år efter. Så Septuaginta omfattar ursprungligen alltså även en mängd utelämnade översättningar, men publiceras som 39 böcker av östligt ortodoxa kyrkan.   
Under slutet av 1900-talet gjordes nyöversättningar ex Bibel 2000 i Sverige och Nova Vulgata där man genom modern vetenskaplig teknik, forskning och arkeologiska fynd såsom dödahavsrullarna anses ha bättre tillgång till antikt källmaterial än i antiken. Med reflexion till ex skillnaderna i Anno mundi anser många att  också så var också fallet i arbetet med Vulgata från 400-talet e.Kr., att man hade bättre källmaterial och bättre översättning än den tidigare Septuaginta och därför anses av många Vulgata ha mera likheter i textdetaljer med den judiska Masoretiska bibeltexten.

### Texttillägg, apokryfer och deuterokanoniska skrifter
Förutom de av samtliga samfund och judendomen godkända böckerna i Gamla testamentet finns även ytterligare tillägg till Gamla testamentet. Medan katolska och ortodoxa kyrkor omfamnar dessa texter som en del av bibelkanon har kyrkosamfund med rötter i reformationen i olika hög grad avfärdat hela eller delar av texterna, och benämnt dem som gammaltestamentliga apokryfer.
Tio av de apokryfiska böckerna är kanoniska för romersk-katolska kyrkan; inom ortodoxin inkluderas samma böcker med några ytterligare texttillägg. Trots att den ortodoxa kyrkan använder den grekiska Septuaginta som sin standardtext, har dessa texter ändå en annan ställning än de böcker som ingår i den hebreiska bibeln,  och kallas därför för deuterokanoniska skrifter.
Apokryferna har funnits med i alla svenska officiella bibelöversättningar utom i 1917 års bibel, där de gavs ut separat 1921. Reformatorn Martin Luther lade dock till en bok bland apokryferna som inte fanns med i den katolska kanon, nämligen Manasses bön. Därmed ingick totalt 11 böcker i Luthers version av apokryferna, såsom de är i till exempel Bibel 2000.[källa behövs]

## Nya testamentet
Som allmän bibelkanon fastställd i Konciliet i Kartago år 397, 27 böcker: 4 Evangelier (Matteus, Markus, Lukas, Johannes), Apostlagärningarna, 13 brev från aposteln Paulus (Romarbrevet, 2 brev till Korintierna, Galaterbrevet, Efesierbrevet, Filipperbrevet, Kolosserbrevet, Första och andra Thessalonikerbrevet, 2 brev till Timoteos, Titusbrevet, Filemonbrevet), Hebreerbrevet, Första och andra Petrusbrevet, 3 brev från Johannes, Jakobs brev, Judas brev, Johannesapokalypsen (Uppenbarelseboken).

### Tillkomst
Nya testamentet anses vara skrivet på klassisk grekiska (koine) mellan cirka år 50 och ett stycke in på 100-talet e.Kr., används av östligt ortodoxa kyrkan.
Vulgata är latinsk översättning, på beställning 382 e.Kr. av Påven Damasus I av Hieronymus i Rom färdig c. 390 e.Kr. och används i väster av Romersk-katolska kyrkan och senare Protestantismen.
Dessa har i sin tur översatts till en mängd språk. Under slutet av 1900-talet gjordes till exempel nyöversättningarna Bibel 2000 i Sverige och Nova Vulgata (latin) utgiven av Romersk-katolska kyrkan.

## Grekland, hellenistiska Babylon och Egypten
Grekland, grekisk tid och grekisk i bibelns texter relaterar sig vanligen i bibeln till den hellenistiska efterföljarstaten efter Alexander den store, Seleukiderriket och till viss del det hellenistiska Ptolemaiska Egypten i dagens Mellanöstern, snarare än det Grekland vi känner idag. 
Imperiet som ockuperade Levanten som senare judarna i Palestina befriades från av Judas Maccabeus.  

## Tidräkning i bibeltexterna
Det samhälle och tidsepok som Jesus levde i och såväl gamla testamentet som nya testamentet skrevs i dominerades av den babyloniska varianten av Anno Graecorum. Detta gjorde Anno Graecorum-tidräkningen naturlig som utgångspunkt i såväl den judiska som kristna bibelns böcker. 
Dess utgångspunkt var den hellenistiska återerövringen av Babylon och starten för Seleukiderriket 312 f.Kr., och använde en modifierad judisk version av den babyloniska kalendern.
Övergången från Anno Graecorum till Anno Mundi tidräkning skedde under första årtusendet parallellt ungefär samtidigt inom den judiska och östliga kristna världen, där de kristna använde den julianska kalendern istället medan judarna behöll den judiska varianten av den babyloniska Anno Graecorum kalendern. Babylon hade erövrats på 600-talet av Islam och flyttat till Bagdad och den judiska centralpunkten flyttades allt mer till Europa. 
I det kristna väster skapades istället Anno Domini som baserade sig på beräkningen av Jesus födelse, pga att det är stor skillnad om 1 732 år mellan den latinska Vulgata och grekiska Septuaginta bibelöversättningarna i beräkningarna av skapelsen, då den bysantinska Anno Mundi inte stämde med Vulgata, inte accepterades i den dåtida latinska Katolska världen. 
Anno Domini med gregoriansk variant av julianska kalendern utgör sedan mitten av 1700-talet grunden för den globala tidräkningen, UTC.

## Allmänt
De judiska heliga skrifterna, som ingår i Gamla testamentet, utkristalliserades efter hand som fasta textsamlingar. I Nya testamentet omtalas dessa skrifter vanligen som ”Skriften” eller som ”Lagen och Profeterna”. De nytestamentliga författarna, som skriver på grekiska, citerar dem ofta via en redan befintlig grekisk översättning, Septuaginta, från cirka 200 f.Kr. I den tidiga kristna kyrkan lästes "lagen" och "profeterna" utifrån övertygelsen att dessa texter djupast sett handlar om Jesus Kristus. Efterhand kom också ett antal skrifter som erkändes vara skrivna av apostlarna eller deras nära medarbetare att spridas och läsas offentligt i de kristna kyrkorna – texter som kom att samlas under namnet Nya testamentet. Dessa skrifter – de fyra evangelierna, Apostlagärningarna, ett antal brev skrivna av främst Paulus (ofta kallade epistlar av grekiskans ἐπιστολή, "brev") samt Uppenbarelseboken - kom att tillsammans med det Gamla testamentet att ingå i den tidiga kyrkans kanon. Den process som ledde fram till samlandet av en kanon brukar benämnas kanonhistoria. Bibelns skrifter har alltså tillkommit under en mycket lång tid. Ofta dateras de äldsta böckerna till den tidiga delen av Israel som kungadöme (ca 900 f.Kr.)  även om vissa forskare daterar de äldsta texterna till betydligt tidigare än så.
Med bibelsyn avses på vilket sätt en person läser och förstår de bibliska texterna. Det vetenskapliga, systematiska arbetet med Bibeln kallas bibelvetenskap eller exegetik. Bibelns roll som grundläggande element i livsförståelse eller som rättesnöre för livsföring har medverkat till att den blivit spridd över hela världen, och anses vara den mest spridda och sålda boken någonsin.

## Etymologi - bibeln
Det svenska ordet  bibel har kommit in i svenska språket från det grekiska ordet τὰ βιβλία via latinet. Ordformen ”bibel” kan spåras tillbaka till år 1620. Tidigare ofta som Biblia, så 1541 då Biblia på Swensko utkom, även kallad Gustav Vasas Bibel Grekiskans τὰ βιβλία, ta biblia, ”böckerna” är en pluralform av ordet βιβλίον, biblion med betydelsen “liten bok”. Detta ord är i sin tur en så kallad diminutiv form av ordet βιβλος med betydelsen ”papyrus, bokrulle, bok”. Även formen βύβλος bublos, förekommer. Troligen kommer ordet från namnet på den feniciska hamnstaden Byblos, även kallad Gebal. Från denna stad skeppades nämligen papyrus till Grekland, där man sedan använde det till skrivmaterial.
Den judiske författaren Josefus använder pluralformen τὰ βιβλία, ta biblia, ”böckerna”, om de judiska heliga skrifterna i sin skrift Judiska fornminnen. Även i Aristeasbrevet skrivet ungefär två hundra år tidigare omtalas de judiska skrifterna med detta namn. Nya testamentets skrifter kallades ursprungligen endast "hågkomster" eller "minnesanteckningar"  men kom i och med helbibelutgåvorna (där Nya testamentet inkluderades) snart att även de betecknas som "skrifter" och en av de första exempel vi har på detta är från Johannes Chrysostomos som refererar till just "skrifterna" eller "böckerna" (τὰ βιβλία), då han avser både Gamla och Nya testamentet.
Under 800-900 talen började man så småningom att uppfatta pluralformen ”biblia”, ”böckerna”, som ett ord i singularis femininum med betydelsen ”boken”. De båda orden har i nominativ samma utseende. Ordet med betydelsen "boken" har sedan kommit in som lånord i moderna västerländska språk

## Bibeln i olika trossamfund

### Judendomen
Judendomen har 24 böcker i sin Bibel, på hebreiska Tanach, även kallad Hebreiska Bibeln. Den innehåller 24 böcker som motsvarar det som i kristendomens bibelkanon kallas Gamla testamentet men med en annan ordning och uppdelning.

### Kristendomen
Kristna utgåvor av hela Bibeln delar upp böckerna i Gamla och Nya testamentet där det Gamla testamentet utgörs av omkring 39 böcker (apokryfer oräknade) och Nya testamentet 27. Gamla testamentets 39 böcker är desamma som de 24 böcker som utgör judendomens Torah. De har dock en annan ordning och uppdelning. Till exempel utgör Samuelsböckerna, Kungaböckerna och Esra-Nehemja endast tre böcker i Tanach medan de räknas som sex olika böcker i de flesta kristna utgåvor av Bibeln. Detsamma gäller Tolvprofetboken som i kristna biblar kan sägas behandlas som tolv individuella böcker medan de i Tanach hålls ihop till en.
Nya testamentet förhåller sig i all väsentlighet enligt kristen dogmatik till Gamla testamentet som en tolkningsnyckel: det är genom texterna om Jesus och hur de första kristna använde det Gamla testamentets skrifter som deras djupaste mening blir uppenbar och förklarad. Därav blir det naturligt att hålla ihop dessa två skriftsamlingar som en även om den första kyrkan ännu inte hade något skrivet Nya testamentet utan endast predikade det kristna budskapet utifrån Tanach. Då berättelsen om Jesus är så central för den kristna kyrkan har dock Nya testamentet, och då särskilt de fyra evangelierna, fått särskilt stort utrymme och i liturgiska kyrkor läses vanligen endast en gammaltestamentlig text och två nytestamentliga vid det som i gudstjänsten brukar benämnas "Textläsningen" och det vanliga är att predikan sker utifrån evangelietexten.

### Sista dagars heliga-rörelsen
Inom Sista dagars heliga-rörelsen, även kallade mormonkyrkan, anses Bibeln bära på gudomliga sanningar. Rörelsens grundare Joseph Smiths bibelöversättning har blivit normerande för hur bibeltexten ska förstås. Översättningen ges ut av Community of Christ, som är rörelsens nästa största samfund.
Inom Jesu Kristi Kyrka av Sista Dagars Heliga, som är Sista dagars heliga-rörelsens i särklass största samfund, används ofta samma bibelversioner som i kristna samfund, men Joseph Smiths översättning ger intressanta inblickar och stöd till tolkning av bibeltexten.

### Andra religioner
Jehovas Vittnen anser att Bibeln bär på gudomliga sanningar, och använder sig av en egen – av samfundet godkänd – bibelöversättning. 
Delar av eller hela Bibeln används också som helig skrift av Samaritanism och inom Rastafari. 

## Tillkomst
Det antas idag att Bibelns äldsta delar återfinns i delar av den så kallade Pentateuken, de fem Moseböckerna; samma böcker som utgör judendomens Torah (Lagen). Den anses traditionellt ha skrivits av Mose men dagens bibelforskare hävdar allmänt att en textkritisk analys visar att dessa böcker tillkommit under en lägre tid och att Pentateuken i sitt nuvarande skick blev slutgiltigt färdigställd runt år 400 f.Kr.
Därnäst följer profeterna, som enligt den ursprungliga uppdelningen inleds med det deuteronomistiska historieverket, ett historieverk över Israels historia, troligen färdigställt på 500-talet f.Kr. Efter dessa följde de egentliga profeternas berättelser, vilka inkluderar Jesajas, Jeremias, Hesekiels böcker samt Tolvprofetboken med de tolv så kallade mindre profeternas skrifter. Troligen har den här avdelningen fått sin slutgiltiga form före 200 f.Kr.
Den tredje avdelningen, skrifterna innehåller ett flertal kortare berättelser. Dessa torde inte ha färdigställts före 160 f.Kr., och troligen har det dröjt längre innan kanon fastställt vilka böcker som skulle ingå. Den slutgiltiga versionen av den judiska bibeln har troligen inte fastställts förrän efter att judendomen reorganiserades efter Jerusalems fall 70 e.Kr. Inom den kristna kyrkan som använde en grekisk översättning av Bibeln, Septuaginta, kom denna judiska kanon inte att slå igenom, och därmed kom den kristna kyrkan att använda en del skrifter som den judiska traditionen uteslutit, de så kallade gammaltestamentliga apokryferna.
Den sedan slutet av 1900-talet mest använda editionen av Gamla testamentet kallas Stuttgartensia.
Med den kristna kyrkans tillkomst uppstod även Nya testamentets böcker. Det började med att man gjorde samlingar av apostlabrev och skrev ned traditionerna om Jesus i evangelierna. I takt med att allt fler varianter av skrifterna cirkulerade blev det vid mitten av 100-talet nödvändigt att ge besked om vilka skrifter som godkändes av kyrkan. Ett flertal sådana listor med kommentarer finns bevarade. I ett rundbrev år 367 angav Athanasius vilka skrifter som tillhör kanon. Däri uttryckte han de östliga kyrkornas syn och genom historien har större delen av kristenheten hållit fast vid dessa avgränsningar. Det språk som Nya testamentet är skrivet på kallas koiné-grekiska och är vardaglig grekiska. Den allmänt använda grekiska editionen kallas Novum Testamentum.

## Bibeln på svenska
För att göra bibeln tillgänglig för en bredare läsekrets har bibeln översatts till en mängd moderna språk, däribland svenska. Översättningarna kan som enklast antingen vara översatta med fokus på att det ska vara korrekt ord-för-ord, tanke-för-tanke, parafras eller när det gäller hymner och liknande att de ska vara melodiskt sammanhängande. Men då ord ofta har olika meningar och utsträckningar i olika språk tvingas en översättare alltid göra val.
På svenska finns ett flertal olika bibelöversättningar. Den äldsta kända tillhörde kung Magnus Eriksson. Den har dock gått förlorad och man vet inga detaljer om den. Nedan följer ett urval av de mest kända:

### Officiella svenska översättningar och revisioner
- Gustav Vasas bibel (1541)
  - Nya testamentet utkom 1526
- Gustav II Adolfs bibel (1618, nytryck av Gustav Vasas bibel med tillägg av versindelning m.m.)
- Karl XII:s bibel (1703, revision av Gustav Vasas bibel)
- 1917 års kyrkobibel (1917)
- Bibel 2000 (1999, officiell översättning för de flesta svenska kristna samfund)
  - NT 81 (1981, Nya testamentet)
  - Tillägg till Gamla testamentet (1986, Gamla testamentets apokryfer)

### Andra större svenska översättningar
- Svenska Folkbibeln
- Nya Levande Bibeln
- Helge Åkessons Bibelöversättning
- Nya världens bibelöversättning

#### Nya testamentet
- P. P Waldenströms översättning 1921, Waldenströms översättning av Nya testamentet[26]
- David Hedegårds översättning
- Bo Giertz översättning (1980-talet)
- Reformationsbibeln
- Vår herres Jesu Kristi Nya testamente, översatt av Erik Benelius (sent 1800-tal)

En av 1900-talets största bibelkännare, den framlidne Hugo Odeberg, försökte även med en egen översättning av Nya testamentet. Han kom inte längre än till Evangelierna och Apostlagärningarna. Emellertid finns det han översatt utgivet i boken "De fyra Evangelierna och Apostlagärningarna".

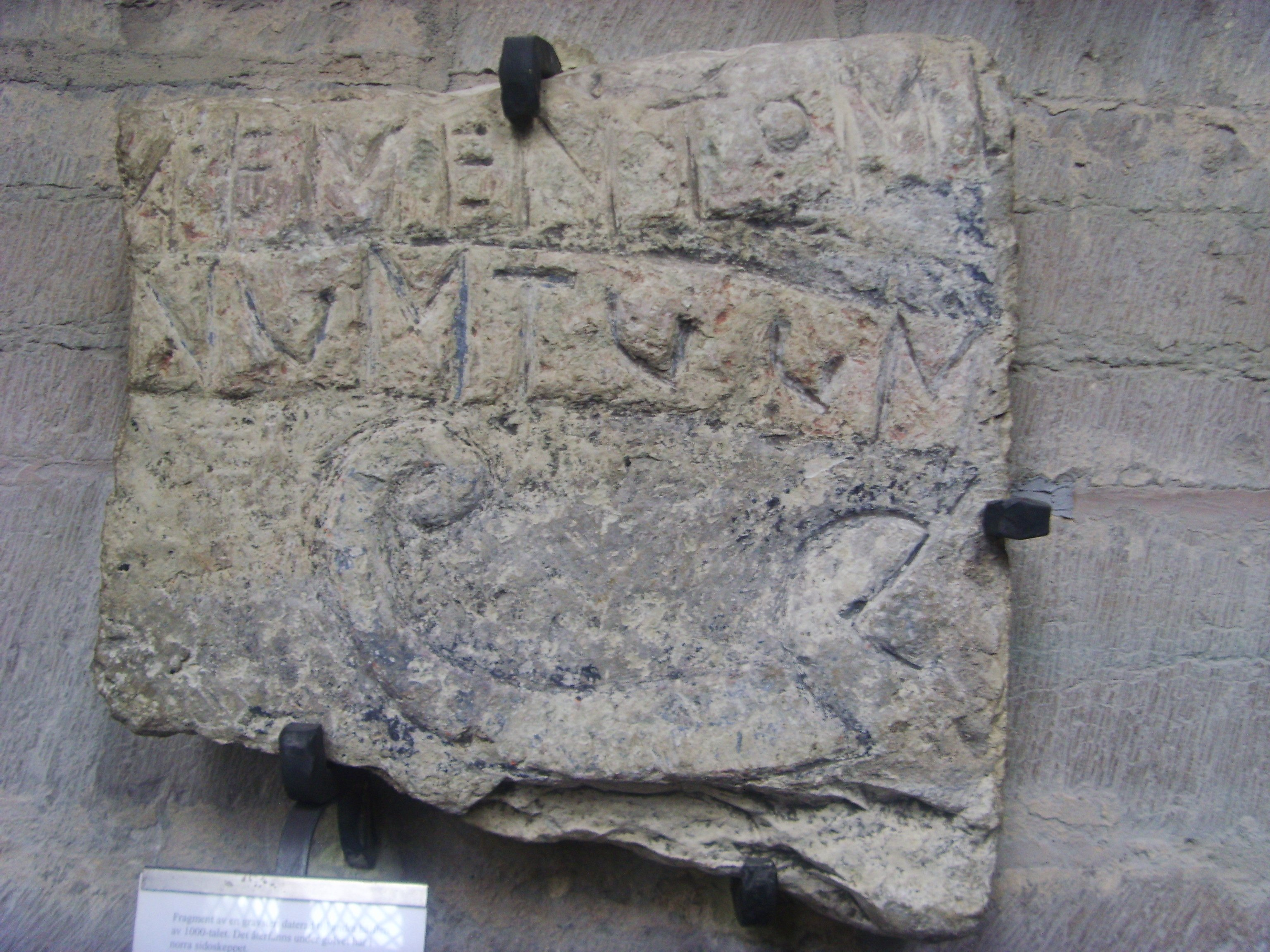
Fragment av en gravsten daterad till andra hälften av 1000-talet, som hittats under golvet i Linköpings domkyrkas norra sidoskepp. Den latinska texten lyder: Memento me cum veneris in regnum tuum (Herre, kom ihåg mig då du kommer i ditt rike). Orden syftar på den bön en av de tillsammans med Jesus korsfästa rövarna enligt Lukasevangeliet 23:42 ska ha riktat till honom. Detta kan vara den äldsta kända bibelinskriptionen i Sverige.

## Översättningar i Norden
Inom kungariket Sverige översattes Bibeln även till finska, Nya testamentet 1548 av Mikael Agricola, och hela Bibeln 1642. Agricola räknas därför som grundläggaren av finska som litterärt språk. Nästa officiella finska översättning gjordes 1933/1938. Bibeln översattes 1694 till lettiska av Johann Ernst Glück, även detta inom kungariket Sverige. Nya testamentet översattes 1686 till sydestniska och 1715 till nordestniska (se artikeln om Estniska evangelisk-lutherska kyrkan). Hela Bibeln på estniska utkom 1739 under ryskt välde. Till umesamiska översattes Nya testamentet 1755 och hela Bibeln 1811.
På danska och norska finns ofullständiga medeltida översättningar. Efter reformationen trycktes Nya testamentet på danska 1524, översattes på nytt 1529 av Christiern Pedersen, och hela Bibeln 1550. Nya översättningar gjordes 1589 och 1633. Hans Poulsen Resen gjorde 1607 en ny översättning som närmare ansluter till originaltexterna, och som har reviderats 1647 av Hans Svane, en tradition som fortsatt i utgåvor 1740 och 1871. Officiella översättningar utgavs 1931/1948 och 1992.
I Norge användes de danska utgåvorna långt in på 1800-talet. På norska (riksmål/bokmål) utkom först apokryferna 1873, Gamla testamentet 1891 och Nya testamentet 1904. På landsmål/nynorska utkom Nya testamentet 1904 och hela Bibeln 1921.

## Äldre översättningar till andra språk
Det finns flera äldre och för bibelöversättningstraditionen mycket viktiga översättningar till andra språk än grundspråken hebreiska/arameiska och grekiska. Nedan följer de som haft störst betydelse i bibelhistorien:
- Septuaginta (De sjuttios (översättning), förkortas LXX = 70) från omkring 200 f.k. Den är en översättning från hebreiska till grekiska och omfattar Gamla testamentet och ett antal apokryfer.
- Vulgata, latinsk helbibelöversättning från år 405 e.k. gjord av Hieronymus.
- Peshitta, den vanligaste syriska översättningen.
- Den sahidiska översättningen, en koptisk översättning från omkring år 300 e.k.
- Silverbibeln eller Codex Argenteus, gotisk översättning från omkring år 400 e.k.

## Se även

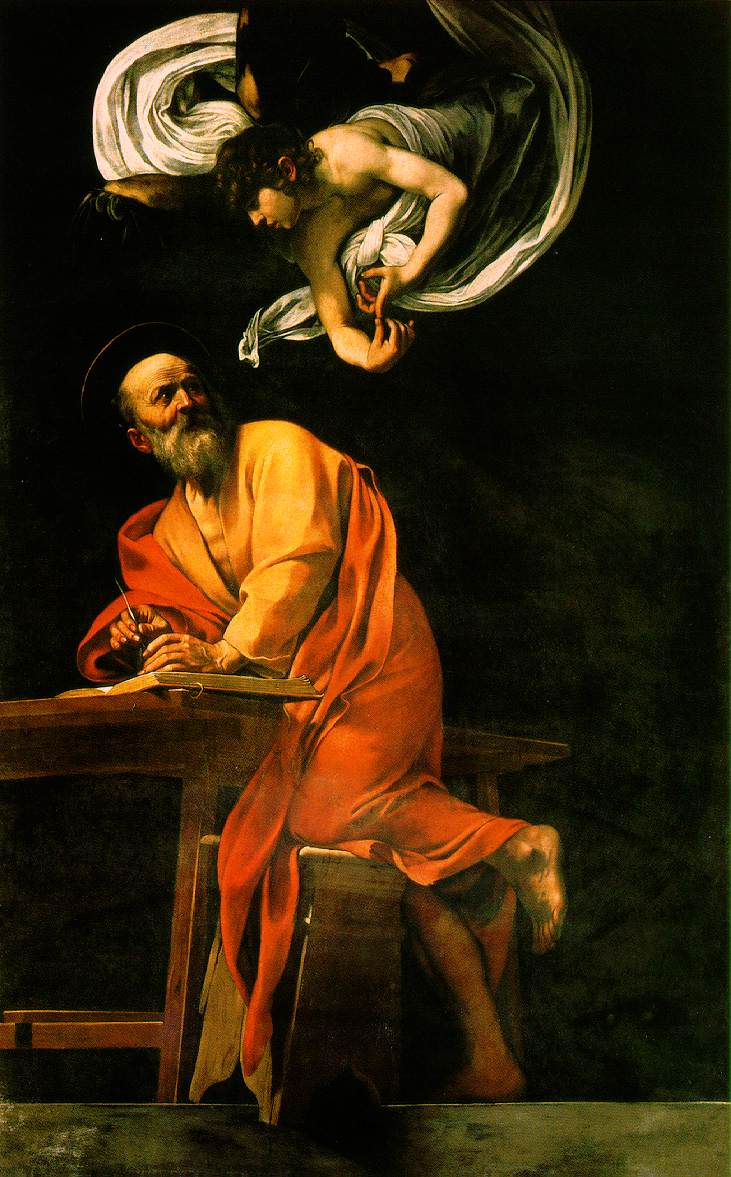
Matteus och ängeln, målning av Caravaggio (1602).